# Anastasiya Ivanova
Anastasiya Andréyevna Ivanova –en ruso, Анастасия Андреевна Иванова– (21 de marzo de 1990) es una deportista rusa que compite en esgrima, especialista en la modalidad de florete.
Ganó dos medallas en el Campeonato Mundial de Esgrima, oro en 2019 y bronce en el 2017, y dos medallas en el Campeonato Europeo de Esgrima, oro en 2019 y plata en 2018. En los Juegos Europeos de Bakú 2015 obtuvo una medalla de oro en la prueba por equipos. 

## Palmarés internacional
| Campeonato Mundial | Campeonato Mundial    | Campeonato Mundial | Campeonato Mundial  |
| Año                | Lugar                 | Medalla            | Prueba              |
| ------------------ | --------------------- | ------------------ | ------------------- |
| 2017               | Leipzig (Alemania)    | Medalla de bronce  | Florete por equipos |
| 2019               | Budapest (Hungría)    | Medalla de oro     | Florete por equipos |
| Juegos Europeos    |                       |                    |                     |
| Año                | Lugar                 | Medalla            | Prueba              |
| 2015               | Bakú (Azerbaiyán)     | Medalla de oro     | Florete por equipos |
| Campeonato Europeo |                       |                    |                     |
| Año                | Lugar                 | Medalla            | Prueba              |
| 2018               | Novi Sad (Serbia)     | Medalla de plata   | Florete por equipos |
| 2019               | Düsseldorf (Alemania) | Medalla de oro     | Florete por equipos |